# Bücken
Bücken er en by og kommune i den nordvestlige del af Landkreis Nienburg/Weser i den tyske delstat Niedersachsen.

## Geografi
Bücken ligger lige syd for Hoya , og er en del af Samtgemeinde Grafschaft Hoya. Floden Weser danner kommunens vestgrænse.

### Inddeling
I kommunen ligger ud over Bücken disse landsbyer og bebyggelser:
- Altenbücken med Stendern
- Bücken
- Calle
- Dedendorf
- Duddenhausen med Barke